# La Soledad de Maciel
La Soledad de Maciel es un sitio arqueológico mesoamericano localizado en la Costa Grande de Guerrero en el estado mexicano de Guerrero, cerca de Zihuatanejo. Aunque previamente se habían encontrado piezas en el sitio, entre ellas el asta del Rey de La Chole y anillos de los juegos de pelota Mesoamericanos, se iniciaron recientemente excavaciones más formales. El sitio había sido ocupado por más de 3,000 años por tres culturas que mantuvieron contacto con otras culturas mesoamericanas como la Olmeca y Teotihuacana. Entre las áreas descubiertas está la que podría ser la cancha de pelota mesoamericana más grande, una base piramidal de una hectárea, una colina con petroglifos y lo que bien podría ser una piedra de sacrificio.
De acuerdo a los habitantes se han encontrado piezas en el área desde 1930, entre ellas algunas de las más importantes y valoradas de éstas culturas, aunque las excavaciones oficiales recién iniciaron a finales de la década del año 2000 cuando las autoridades comenzaron a adquirir los terrenos. Una de éstas piezas es un asta descubierta en 1944 llamada el Rey de La Chole, quien fue una figura pública muy venerada. Actualmente, esta pieza se encuentra en la iglesia local. La base del asta se encuentra en una residencia privada. Los anillos del juego de pelota fueron llevados a la ciudad de Petatlán junto con una piedra circular representativa de la diosa de la Tierra, Tlaltecutli. Hay planes de regresar los anillos y la piedra al sitio, aunque el asta permanecerá en la iglesia.
El sitio está localizado en el municipio de Petatlán, en el pequeño pueblo de La Soledad de Maciel. El pueblo está ubicado cuatro km al sur de la Carretera 200 al final de un camino de tierra. El pueblo tiene una población de aproximadamente 400 habitantes con apenas ochenta casas. Los habitantes se sustentan a partir de agricultura, cultivando maíz, frijoles, vegetales y cocos, además de ganadería y pesca a lo largo de la costa local. El área también es conocida por el cultivo de tabaco y la producción manual de cigarros.
La construcción de un museo cercano a la excavación tuvo una duración de tres años (2007 a 2010), con un costo de doce millones de pesos, con el objetivo de estudiar y preservar el sitio, al igual que atraer interés turístico a un área con posibilidades económicaslimitadas. De acuerdo con el Instituto Nacional de Antropología e Historia, las ruinas podrían ser igual de importantes que Teotihuacán o Chichén Itzá, pues abarcan desde el período preclásico al posclásico en la cronología de Mesoamérica. Es el centro ceremonial y el sitio arqueológico más grande del estado. El sitio se encuentra próximo a la antigua ciudad de Cihuatlán, que floreció entre el año 200 y 800 d. C. En su apogeo, fue el segundo núcleo de población más grande entre Acapulco y Zacatula. Varias piezas de obras ornamentales hechas con cobre y conchas encontradas en el sitio indican que esta práctica inició aquí, en vez de Michoacán.
El sitio excavado fue, posiblemente, un centro ceremonial usado por varias culturas, entre ellas los Tomiles, los Cuitatecos y los Tepoztecas. Hay asentamientos cercanos, por lo que el sitio podría extenderse aproximadamente diez kilómetros cuadrados más, desde la Colina Huamilule hasta la comunidad de Cabritero y el Río Chiquito. Hallazgos de cerámica y otros objetos en este sitio y otros cercanos indican que las culturas de este lugar tuvieron contacto económico y cultural con Teotihuacán. El sitio contiene un ídolo que mide 1.5 metros de altura y parece ser del período Olmeca.
Entre las áreas exploradas se encuentran Montículo A, Montículo B y Cerro de los Brujos. El Montículo A fue la cancha de pelota. Ésta cancha mide 160 metros de longitud y 29 metros de amplitud. Aún resta excavar una sección más, por lo que podría hacer de esta cancha de pelota la más grande de Mesoamérica. Se descubrieron varios restos humanos, posiblemente de sacrificio, y cerámica con forma de jaguares. También se encontró un glifo, que se cree tener relación con el nombre original de la ciudad. El Montículo B mide una hectárea y quince metros de alto. Fue rematado con cinco templos que rodean un patio hundido. El Cerro de los Brujos contiene varios petroglifos, una piedra circular que pudo haber sido usada para sacrificios y cuatro bases piramidales. Un aspecto único del sitio es que sus pirámides están construidas con piedra de río y adobe, algo poco común en la arqueología mexicana.
- Wikimedia Commons alberga una categoría multimedia sobre La Soledad de Maciel.